# Llista de fars de les Illes Balears
Aquests són els fars de les Illes Balears ordenats d'est a oest dins de cada illa.
Informació actualitzada per un bot. Els canvis manuals es perdran quan s'actualitzi!
| Imatge | Far                           | Municipi                | Illa     | Coordenades                                                             | Any               | Altura focal (m) | Altura (m) | Abast (mn) | Il·luminació                                                                   | Commons (més fotos)            | WD                            |
| ------ | ----------------------------- | ----------------------- | -------- | ----------------------------------------------------------------------- | ----------------- | ---------------- | ---------- | ---------- | ------------------------------------------------------------------------------ | ------------------------------ | ----------------------------- |
|        | far de la Mola                | Formentera              |          | 38° 39′ 48″ N, 1° 35′ 01″ E / 38.66319444444444°N,1.583611111111111°E   | 1861-11           | 142              | 22         | 23         | Fl W 5s L 0 4 oc 4 6                                                           | Far de la Mola                 | Modifica les dades a Wikidata |
|        | far d'en Pou                  | Formentera              |          | 38° 47′ 54″ N, 1° 25′ 18″ E / 38.79833333°N,1.42166667°E                | 1864              | 28               | 25         | 10         | Fl(3+1) W 20s L 0 8 oc 2 2 L 0 8 oc 2 2 L 0 8 oc 6 2 L 0 8 oc 6 2              | En Pou lighthouse              | Modifica les dades a Wikidata |
|        | far de Barbaria               | Formentera              |          | 38° 38′ 28″ N, 1° 23′ 23″ E / 38.64111111111111°N,1.3895833333333334°E  | 1972              | 78               | 19         | 20         | L 0 2 oc 1 8 L 0 2 oc 12 8                                                     | Far de Barbaria                | Modifica les dades a Wikidata |
|        | far de Tagomago               | Santa Eulària des Riu   | Eivissa  | 39° 01′ 56″ N, 1° 38′ 55″ E / 39.03234°N,1.648722°E                     | 1914              | 86               | 23         | 21         | Fl(1+2) W 30s L 0 3 oc 13 4 L 0 3 oc 2 2 L 0 3 oc 13 5                         |                                | Modifica les dades a Wikidata |
|        | far de Punta Grossa           | Sant Joan de Labritja   | Eivissa  | 39° 04′ 46″ N, 1° 36′ 34″ E / 39.079528°N,1.609436°E                    | 1864              |                  |            |            |                                                                                |                                | Modifica les dades a Wikidata |
|        | far del Moscater              | Sant Joan de Labritja   | Eivissa  | 39° 07′ 04″ N, 1° 32′ 00″ E / 39.1177°N,1.53321°E                       | 1977              | 93               | 52         | 18         | Fl W 5s L 0 3 oc 4 7                                                           | Punta Moscarter lighthouse     | Modifica les dades a Wikidata |
|        | far de Botafoc                | Eivissa                 | Eivissa  | 38° 54′ 12″ N, 1° 27′ 12″ E / 38.90333333°N,1.45333333°E                | 1861              | 31               | 16         | 14         | L 5 oc 2                                                                       | Far de Botafoc                 | Modifica les dades a Wikidata |
|        | far dels Penjats              | Sant Josep de sa Talaia | Eivissa  | 38° 48′ 52″ N, 1° 24′ 43″ E / 38.81453333°N,1.41183333°E                | 1856              | 27               | 17         | 10         | Oc(1+2) W 14s L 3 5 oc 2 0 L 3 5 oc 2 0 L 1 0 oc 2 0                           | Ahorcados lighthouse           | Modifica les dades a Wikidata |
|        | far de Coves Blanques         | Sant Antoni de Portmany | Eivissa  | 38° 58′ 46″ N, 1° 17′ 54″ E / 38.97945°N,1.298305°E                     | 1897              |                  |            | 12         |                                                                                |                                | Modifica les dades a Wikidata |
|        | far de Sa Conillera           | Sant Antoni de Portmany | Eivissa  | 38° 59′ 42″ N, 1° 12′ 42″ E / 38.995°N,1.21166667°E                     |                   | 85               | 18         | 18         | [(L 0 2 oc 1 5)3 veces]L 0 2 oc 14 7                                           |                                | Modifica les dades a Wikidata |
|        | far d'es Vedrà                | Sant Josep de sa Talaia | Eivissa  | 38° 51′ 47″ N, 1° 11′ 20″ E / 38.863083333333336°N,1.1887777777777775°E | 1926              | 21               | 3          | 11         | L 1 oc 4                                                                       |                                | Modifica les dades a Wikidata |
|        | far de l'Illa de l'Aire       | Sant Lluís              | Menorca  | 39° 48′ 03″ N, 4° 17′ 24″ E / 39.80083333°N,4.29°E                      | 1860              | 53               | 38         | 18         | Fl W 5s                                                                        | Far de S'Aire                  | Modifica les dades a Wikidata |
|        | far de Favàritx               | Maó                     | Menorca  | 39° 59′ 49″ N, 4° 15′ 59″ E / 39.99694444°N,4.26638889°E                | 1922              | 47               | 28         | 21         | Fl(3) W 15s L 0 2 oc 5 8 L 0 2 oc 2 8 L 0 2 oc 5 8                             | Far de Favàritx                | Modifica les dades a Wikidata |
|        | far de Maó - Sant Carles      | Maó                     | Menorca  | 39° 53′ 23″ N, 4° 15′ 51″ E / 39.889608333333°N,4.2642111111111°E       |                   | 22               | 15         | 13         | L 3 oc 1 L 1 oc 1                                                              |                                | Modifica les dades a Wikidata |
|        | Far del Cap de Cavalleria     | es Mercadal             | Menorca  | 40° 05′ 20″ N, 4° 05′ 32″ E / 40.088872222222°N,4.0923083333333°E       | 1857              | 94               | 15         | 22         | L 0 1 oc 1 9 L 0 1 oc 7 9                                                      | Far de Cavalleria              | Modifica les dades a Wikidata |
|        | Far d'Artrutx                 | Ciutadella de Menorca   | Menorca  | 39° 55′ 21″ N, 3° 49′ 27″ E / 39.9226°N,3.82424°E                       | 1859              | 45               | 34         | 18         | L 0 2 oc 1 8 L 0 2 oc 1 8 L 0 2 oc 5 8                                         | Far d'Artrutx                  | Modifica les dades a Wikidata |
|        | far de Punta Nati             | Ciutadella de Menorca   | Menorca  | 40° 03′ 00″ N, 3° 49′ 25″ E / 40.05005556°N,3.82358611°E                | 1913              | 42               | 19         | 18         | Fl(3+1) W 20s L 0 4 oc 2 1 L 0 4 oc 2 1 L 0 4 oc 7 1 L 0 4 oc 7 1              | Far de Punta Nati              | Modifica les dades a Wikidata |
|        | sa Farola                     | Ciutadella de Menorca   | Menorca  | 39° 59′ 46″ N, 3° 49′ 22″ E / 39.9962°N,3.82274°E                       | 1863              | 21               | 13         | 14         | Fl W 6s L 0 3 oc 5 7                                                           | Far de Ciutadella              | Modifica les dades a Wikidata |
|        | far de Capdepera              | Capdepera               | Mallorca | 39° 42′ 56″ N, 3° 28′ 40″ E / 39.715472°N,3.47775°E                     | 1861              | 76               | 18         | 20         | Fl(2+3) W 20s L 0 2 oc 2 3 L 0 2 oc 6 5 L 0 2 oc 1 8 L 0 2 oc 1 8 L 0 2 oc 6 6 | Far de Capdepera               | Modifica les dades a Wikidata |
|        | far de Portocolom             | Felanitx                | Mallorca | 39° 24′ 50″ N, 3° 16′ 14″ E / 39.414°N,3.2706388888888887°E             | 1863              | 42               | 25         | 20         | L 0 3 oc 2 7 L 0 3 oc 6 7                                                      | Far de Portocolom              | Modifica les dades a Wikidata |
|        | far de Formentor              | Pollença                | Mallorca | 39° 57′ 41″ N, 3° 12′ 44″ E / 39.96138888888889°N,3.212222222222222°E   |                   | 210              | 22         | 24         | Fl(4) W 20s                                                                    | Far de Formentor               | Modifica les dades a Wikidata |
|        | balisa de la Torre d'en Beu   | Santanyí                | Mallorca | 39° 19′ 47″ N, 3° 10′ 37″ E / 39.32963888888889°N,3.176944444444445°E   | 1953              | 32               | 6          | 10         | L 1 oc 4                                                                       | Far de Cala Figuera (Santanyí) | Modifica les dades a Wikidata |
|        | far d'Alcanada                | Alcúdia                 | Mallorca | 39° 50′ 08″ N, 3° 10′ 16″ E / 39.83541666666667°N,3.171111111111111°E   | 1861              | 25               | 15         | 11         | L 1 5 oc 4                                                                     | Far d'Alcanada                 | Modifica les dades a Wikidata |
|        | far de la Punta de l'Avançada | Pollença                | Mallorca | 39° 54′ 00″ N, 3° 06′ 39″ E / 39.899861111111115°N,3.1106944444444444°E | 1899              | 29               | 18         | 15         | Oc(2) W 8s L 4 5 oc 1 0 L 1 5 oc 1 0                                           |                                | Modifica les dades a Wikidata |
|        | far del Cap de les Salines    | Santanyí                | Mallorca | 39° 15′ 55″ N, 3° 03′ 12″ E / 39.26522°N,3.05342°E                      | 1870              | 17               | 17         | 11         | Fl(2+1) W 20s L 1 0 oc 2 0 L 1 0 oc 7 5 L 1 0 oc 7 5                           | Far des Cap de ses Salines     | Modifica les dades a Wikidata |
|        | far de n'Ensiola              | Palma                   | Mallorca | 39° 07′ 45″ N, 2° 55′ 17″ E / 39.12919°N,2.92145°E                      | 1868              | 121              | 21         | 20         | L 0 2 oc 2 3 L 0 2 oc 2 3 L 0 2 oc 9 8                                         |                                | Modifica les dades a Wikidata |
|        | far del Cap Blanc             | Llucmajor               | Mallorca | 39° 21′ 49″ N, 2° 47′ 16″ E / 39.363528°N,2.787694°E                    |                   | 95               | 12         | 15         | LFl W 10s L 2 oc 8                                                             | Far del Cap Blanc              | Modifica les dades a Wikidata |
|        | far de sa Creu                | Sóller                  | Mallorca | 39° 47′ 49″ N, 2° 41′ 22″ E / 39.797023°N,2.689476°E                    | 1864              | 35               | 13         | 10         | Fl W 2.5s L 0 5 oc 2 0                                                         | Sa Creu lighthouses            | Modifica les dades a Wikidata |
|        | far del Cap Gros              | Sóller                  | Mallorca | 39° 47′ 54″ N, 2° 41′ 00″ E / 39.79833333°N,2.68333333°E                | 1842              | 120              | 22         | 19         | Fl(3) W 15s                                                                    | Far del Cap Gros               | Modifica les dades a Wikidata |
|        | far del Port de Palma         | Palma                   | Mallorca | 39° 33′ 41″ N, 2° 38′ 07″ E / 39.56134°N,2.635355°E                     | 1903              |                  |            |            |                                                                                | Faro del Puerto de Palma       | Modifica les dades a Wikidata |
|        | far de Portopí                | Palma                   | Mallorca | 39° 32′ 55″ N, 2° 37′ 24″ E / 39.548556°N,2.623383°E                    | 1300 13rd century | 41               | 38         | 18         | Fl(2) W 15s L 0 4 oc 3 3 L 0 4 oc 10 9                                         | Torre de senyals de Porto Pi   | Modifica les dades a Wikidata |
|        | far de sa Mola                | Andratx                 | Mallorca | 39° 31′ 54″ N, 2° 21′ 51″ E / 39.531667°N,2.364167°E                    | 1974              | 128              | 10         | 12         | L 0 5 oc 3 5 L 0 5 oc 1 5 L 0 5 oc 1 5 L 0 5 oc 3 5                            |                                | Modifica les dades a Wikidata |
|        | far de Tramuntana             | Andratx                 | Mallorca | 39° 35′ 54″ N, 2° 20′ 18″ E / 39.59833333°N,2.33833333°E                |                   | 67               | 15         | 14         | Fl(2) W 12s L 0 3 oc 2 7 L 0 3 oc 8 7                                          | Far de Tramuntana              | Modifica les dades a Wikidata |
|        | far de na Pòpia               | Andratx                 | Mallorca | 39° 35′ 12″ N, 2° 19′ 02″ E / 39.58656°N,2.317169°E                     | 1850              | 363              |            |            |                                                                                | Far de Na Pòpia                | Modifica les dades a Wikidata |
|        | far de Llebeig                | Andratx                 | Mallorca | 39° 34′ 30″ N, 2° 18′ 18″ E / 39.575°N,2.305°E                          |                   | 130              | 15         | 21         | L 0 2 oc 7 3                                                                   | Far de Llebeig                 | Modifica les dades a Wikidata |